# إبراهيم عباس نتو
إبراهيم عباس نتو (1945)، أحد أهم الرواد التربويين المعاصرين في المملكة العربية السعودية.

## نشأته وتعليمه
- ولد في مكة المكرمة في 15/ 10 / 1945م.
- درس في مدارس الفلاح بمكة المكرمة جميع مراحل التعليم العام ( الابتدائية، المتوسطة، الثانوية) .
- التحق بجامعة تكساس في أوستن وحصل على درجتي البكالوريوس والماجستير في العلوم السياسية، وحصل درجة الدكتوراه في تخصص الإدارة التربوية وذلك بين عامي 1968م/1983م.[1]

## وظائفه
- عمل أستاذ مساعد في جامعة الملك سعود.
- خبير للتعليم في وزارة المعارف.
- مدير مركز المعلومات الإحصائية والتوثيق التربوي بوزارة المعارف.
- عميد لشؤون الطلاب في جامعة البترول إلى جانب تدريسه بعض المقررات فيها.
- مستشار للتعليم والتدريب بوزارة التعليم العالي.
- مستشار للتعليم والتدريب بالهيئة الملكية للجبيل وينبع.[2]

## نشاطه البحثي
- المشاركة في العديد من المؤتمرات المحلية والعالمية.
- قام بنشر مقالات وأبحاث عدة، كما نشر تحقيقات لعدد من الكتب الجامعية.
- له نشاط دائم في مجال النشر والتأليف، وطبعت له العديد من المؤلفات وهي:

1. أفكار تربوية
2. نمو التعليم الابتدائي في المملكة العربية السعودية.
3. المفاهيم الأساسية في علم الإدارة –مع آخرين-
4. الإدارة المحلية في المملكة العربية السعودية.[3]